# Paul Fischer (Musikdirektor)
Paul Fischer (* 7. März 1834 in Zwickau; † 12. März 1894 in Zittau) war ein deutscher Musikdirektor, Bibliothekar und Redakteur.

## Leben und Wirken
Nach der Schulausbildung in Zwickau und dem Theologiestudium an der Universität Leipzig, das er zugunsten einer musikalischen Ausbildung am Konservatorium abbrach, wurde Fischer im Dezember 1859 Gesanglehrer am Gymnasium in seiner Heimatstadt, nachdem der Vorgänger Schulze seines Amtes enthoben worden war. Ab 1862 wirkte er als Kantor und Musikdirektor am Gymnasium und den Stadtkirchen in Zittau in der Oberlausitz. Dort verfasste er auch ein Lieder- und ein Choralbuch speziell über Zittau. Er leitete dort auch den Konzertverein. Daneben wirkte er als Stadtbibliothekar in der Zittauer Ratsbibliothek. Außerdem war er Mitglied des Allgemeinen Richard-Wagner-Vereins und des Allgemeinen Deutschen Musikvereins.
1862 heiratete er Marie Louise geborene Koehler aus Zwickau. Er starb nach einem längeren schweren Lungenleiden kurz nach seinem 60. Geburtstag.

## Publikationen
- Inhaltsverzeichniß nebst histor.-kritischer Einleitung zur Neuen Zeitschrift für Musik. Bd. 1–50. 2 Hefte. Leipzig, 1860 und 1861.
- Zittauer Liederbuch. Lieder und Gesänge für höhere Lehranstalten. Zittau, 1864.
- Zittauer Choralbuch. Zittau, 1868.
- Redaktion der Zittauer Nachrichten ab 1876